# Chorvatská bánovina
Chorvatská bánovina (chorvatsky Banovina Hrvatska) byla správní jednotka v rámci Jugoslávie, která existovala v letech 1939–1941. Měla rozlohu 65 456 km² a podle odhadu z roku 1939 v ní žilo 4 400 000 obyvatel. Hlavním městem byl Záhřeb, nejvyšším představitelem byl bán Ivan Šubašić, příslušník Chorvatské selské strany.
Královská Jugoslávie vznikla jako unitární stát, který se podle zákona z roku 1929 dělil na devět bánovin, úmyslně vytvořených bez ohledu na etnické hranice. Rostoucí nespokojenost Chorvatů se srbskou dominancí ve státě vedla 24. srpna 1939 k uzavření Dohody Cvetković–Maček, která poskytla Chorvatům vlastní samosprávu. Spojením dosavadní Sávské bánoviny a Přímořské bánoviny, k nimž byly připojeny Chorvaty obývané okresy z Dunajské, Drinské a Zetské bánoviny, tak vznikla nová Chorvatská bánovina, v níž tvořili Chorvati více než sedmdesát procent obyvatelstva.
Oproti ostatním bánovinám měla Chorvatská bánovina vyšší míru samosprávy. Měla zákonodárný sbor Hrvatsko narodno zastupstvo, státní symboliku, vlastní četnictvo, rozhodovala na svém území o hospodářských a sociálních otázkách; v pravomoci bělehradské vlády zůstala obrana a zahraniční politika, král měl také právo dosazovat i odvolávat bána. Byly vytvořeny oddělené chorvatské sportovní reprezentace, jednalo se také o zavedení vlastní měny. Tento stav byl vnímán jako provizorní, územní rozsah i rozdělení kompetencí byly po celou dobu existence bánoviny předmětem sporů mezi chorvatskou a srbskou politickou reprezentací, nejpočetnějšími menšinami byli Srbové a Bosňáci, kteří však byli chorvatskými nacionalisty pokládáni za náboženskou podskupinu chorvatského národa.
Dubnová válka vedla ke zhroucení královské Jugoslávie a 10. dubna 1941 vyhlásil Slavko Kvaternik v Záhřebu Nezávislý stát Chorvatsko. Jádrem jeho území byla Chorvatská bánovina, navíc byly připojeny velké části Bosny a Sremu, naproti tomu Maďaři obsadili Mezimuří a Italové část Dalmácie včetně Splitu, Šibeniku a ostrovů v Jaderském moři. Exilová vláda oficiálně uznávala předválečné hranice, v listopadu 1943 rozhodla Antifašistická rada národního osvobození Jugoslávie o proměně poválečné Jugoslávie ve federaci; jedním z jejích subjektů se stala Socialistická republika Chorvatsko, která oproti bánovině ztratila rozsáhlá území ve vnitrozemí ve prospěch Bosny a Hercegoviny a Srbska, naproti tomu se její součástí stala Istrie, získaná po válce od Itálie.